# Тейбнер, Георг
Георг Тейбнер (его именем также часто указывается Густав; 28 мая 1780, Шлитц — 1809, Гейдельберг) — германский писатель
.
Родился в Гиссене в семье местного кантора. Окончил школу в родном городе, затем гимназию в Херсфельде, с 1799 по 1804 год учился в Йенском университете, где изучал юриспруденцию и богословие и получил степень доктора философии. После завершения обучения хотел стать приват-доцентом в Йене, однако через несколько месяцев вернулся на родину.
Главные произведения: «Das silberne Kalb, eine Zugabe zum goldenen» (1803—1804); «Die silberne Kuh» (1804—1805), «Die Leider des jungen Motz» (1804—1805); «Gallopaden u. Bocksprünge» (1804); «Der silberne Schwan Antipode des Titan» (1805); «Gott Wetzels Zuchtrute des Menschengeschlechts» (1804—1805), «Mar-Hanna» (1806); «Purzelbäume meines Satyrs» (1810).